# Hyalymenus
Hyalymenus là một chi côn trùng trong họ Alydidae. Hiện nay có 06 loài được mô tả trong chi Hyalymenus. Khi còn là nhộng chúng có cơ chế phòng vệ thông qua việc có hình dáng và hành động giống như các con kiến ăn nhựa cây, nhờ đó, các loài có ý định tấn công chúng sẽ tránh xa vì cho rằng đây là những con kiến hung dữ. Tuy nhiên, nếu đàn kiến phát hiện được cách ngụy trang này, chúng sẽ tấn công các con côn trùng.

## Các loài
- Hyalymenus dentatus (Fabricius, 1803)
- Hyalymenus longispinus Stål, 1870
- Hyalymenus notatus Torre-Bueno, 1939
- Hyalymenus potens Torre-Bueno, 1939
- Hyalymenus subinermis Van Duzee, 1923
- Hyalymenus tarsatus (Fabricius, 1803)